# Haplocladium schimperi
Haplocladium schimperi là một loài Rêu trong họ Thuidiaceae. Loài này được Thér. mô tả khoa học đầu tiên năm 1930.